# Grady (Nuovo Messico)
Grady è un villaggio degli Stati Uniti d'America, situato nello stato del Nuovo Messico, nella contea di Curry.